# Довер (Іллінойс)
Довер (англ. Dover) — селище (англ. village) в США, в окрузі Бюро штату Іллінойс. Населення — 135 осіб (2020).

## Географія
Довер розташований за координатами 41°26′3″ пн. ш. 89°23′45″ зх. д. / 41.43417° пн. ш. 89.39583° зх. д. (41.434029, -89.395918).  За даними Бюро перепису населення США в 2010 році селище мало площу 0,68 км², уся площа — суходіл.

## Демографія
Згідно з переписом 2010 року, у селищі мешкало 168 осіб у 63 домогосподарствах у складі 49 родин. Густота населення становила 245 осіб/км².  Було 72 помешкання (105/км²).
Расовий склад населення:
| - 97,6 % — білих - 0,6 % — чорних або афроамериканців |

До двох чи більше рас належало 1,8 %. Частка іспаномовних становила 10,1 % від усіх жителів.
За віковим діапазоном населення розподілялося таким чином: 23,8 % — особи молодші 18 років, 64,9 % — особи у віці 18—64 років, 11,3 % — особи у віці 65 років та старші. Медіана віку мешканця становила 38,5 року. На 100 осіб жіночої статі у селищі припадало 84,6 чоловіків;  на 100 жінок у віці від 18 років та старших — 93,9 чоловіків також старших 18 років.
Середній дохід на одне домашнє господарство  становив 48 524 долари США (медіана — 35 000), а середній дохід на одну сім'ю — 57 573 долари (медіана — 61 000). За межею бідності перебувало 39,7 % осіб, у тому числі 73,9 % дітей у віці до 18 років та 0,0 % осіб у віці 65 років та старших.
Цивільне працевлаштоване населення становило 61 осіб. Основні галузі зайнятості: освіта, охорона здоров'я та соціальна допомога — 26,2 %, транспорт — 13,1 %, роздрібна торгівля — 11,5 %, публічна адміністрація — 11,5 %.